# Federico Fasano
Federico Fasano Mertens (6 de febrero de 1941, Argentina) es un periodista, escritor, empresario de medios (histórico dueño del diario La República) y abogado uruguayo nacido en Argentina.

## Trayectoria
Llegó a Montevideo, Uruguay a los 16 años de edad. En 1958 ingresó a la Facultad de Derecho de la Universidad de la República.[cita requerida]
Comenzó siendo cronista del diario uruguayo El Bien Público, fue jefe de noticias del diario BP Color, jefe de noticias económicas del semanario Reporter y del programa Telediario del canal uruguayo Saeta TV Canal 10.[cita requerida]
También fue jefe de información del diario matutino La Mañana, secretario de redacción de la revista Mercado Común. director del semanario De Frente, del diario Extra, Democracia, Ya, El Eco, Última Hora.[cita requerida]
Siguió su carrera en México escribiendo artículos para el diario Excelsior, El  Universal, Uno Más Uno y la revista Proceso, además de participar como comentarista del  canal 11 de la televisión mexicana y de Radio Educación de ese país. Fue columnista del periódico mexicano La Jornada y del diario español El Día).
En 1992 fue director de la radio CX 30 Radio Nacional del Uruguay.[cita requerida]
Se estableció en Montevideo, donde fundó el diario La República el 3 de mayo de 1988. Fungió como su director y también fue el director general de Le Monde Diplomatique, en español. Dirigió las radios 1410 AM Libre y 89.7 FM Libre y el canal de televisión TV Libre.
En diciembre de 2012, Fasano se desvinculó del multimedio liderado por La República.

## Obra
- En 1979 publicó el libro Después de la derrota.[cita requerida]